# Burg Bukovina
Die Burg Bukovina (deutsch Puchawein) ist die Ruine einer Höhenburg im Okres Znojmo in Tschechien. Sie liegt einen Kilometer nördlich von Jiřice u Moravských Budějovic auf dem Kataster von Hostim. Von der Burg sind nur noch geringe Mauerreste erhalten.

## Geographie
Die Ruine befindet sich auf 393 m n.m. linksseitig über dem Tal der Nedveka am Rande eines Plateaus in einem ausgedehnten Waldgebiet im Naturpark Jevišovka in der Jevišovická pahorkatina (Jaispitzer Hügelland). Nordöstlich erhebt sich der Štírák bzw. Škorpión (421 m n.m.).

## Geschichte
Die Burg wurde wahrscheinlich zum Schutz des Haberner Steiges, einer wichtigen Handelsverbindung zwischen Böhmen und Mähren, errichtet. Die erste schriftliche Erwähnung erfolgte 1173 als Sitz des Hrut von Bukovina. Aus der nachfolgenden Zeit sind mit Ausnahme eines Falsifikats aus dem 14. Jahrhundert keine Nachrichten über die Burg zu finden. Wahrscheinlich im ersten Viertel des 14. Jahrhunderts begann der Wiederaufbau bzw. die Vergrößerung der Anlage, die 1337 abgeschlossen wurde.
Da der aus dem Geschlecht der Herren von Bukovina stammende Vladiken Heřman von Hostim im Jahre 1325 seinen Sitz auf der Feste Hostim hatte, war die Burg zu dieser Zeit vermutlich nicht bewohnt. Ab 1337 war die Burg Sitz der Vladiken von Bukovina. Im Jahre 1350 besaßen Hartleb, Jindřich und Smil von Bukovina die Burg, zu deren Gütern die Feste, den Hof und das Dorf Hostim sowie die Dörfer Bukovina, Jiřice, Našiměřice, Mašůvky, Chvalovice, Bojanovice, Hrušovany und Zárubice gehörten. Das Vladikengeschlecht von Bukovina starb 1417 aus, die Herrschaft Bukovina erbte Johann von Weitmühl auf Žerotice. Während der Hussitenkriege wurde die Burg einschließlich der Dörfer Bukovina und Hostim niedergebrannt, das bei der Burg gelegene Dorf Bukovina blieb wüst.
In der Mitte des 15. Jahrhunderts erwarben die Herren von Lichtenburg die Herrschaft Bukovina. Im Jahre 1463 rebellierte der Besitzer von Bukovina, Hynek Bítovský von Lichtenburg auf Zornstein, der mit den Herren von Kunstadt in Fehde stand, gegen König Georg von Podiebrad. Der König entzog Hynek Bítovský die Burg Zornstein und ließ sie 1464 durch seine Truppen belagern, die sie im Jahr darauf einnehmen konnten. Im Jahre 1464 wurde Hynek Bítovský mit Sitz auf der Feste Hostim und der Burg Bukovina genannt. Er verstarb im Jahre 1472. Seit 1481 gilt die Burg Bukovina als wüst; Sitz der Herrschaft, die bis 1563 im Besitz der Herren von Lichtenburg verblieb, wurde die Feste Hostim.
Es ist nicht bekannt, ob die Burg während des Aufstandes von Hynek Bítovský durch königliche Truppen zerstört wurde. Wahrscheinlich wurde sie nach ihrer Zerstörung durch die Hussiten nicht mehr aufgebaut und blieb dem Verfall überlassen; bei archäologischen Untersuchungen konnten keinerlei Besiedlungsspuren aus der zweiten Hälfte des 15. Jahrhunderts gefunden werden.
Im Laufe der Zeit ging auch ihr Name verloren, so dass sie bis ins 19. Jahrhundert lediglich als Wüstes Schloss verzeichnet ist.

## Anlage
Der Bau der Burg wurde im Jahre 1337 abgeschlossen. Mit einer Ausdehnung von 11–13 × 40 Metern war der zweiräumige Palas seinerzeit einer der größten in Mähren.
Erhalten sind vor allem Mauerreste des südlichen Palasraumes mit dem Gewölbe des Durchgangs zum nördlichen Raum. Außerdem gibt es noch geringe Reste der Burgmauer und des Bergfriedes. Deutlich erkennbar sind der Burgwall und der Burggraben. Die frei zugängliche Ruine ist seit 1958 als Kulturdenkmal geschützt.